# 가미야 슌야
가미야 슌야(일본어: 神谷 駿文, 1991년 12월 23일 ~ )는 일본의 전 축구 선수이다.

## 구단 경력
과거 후지에다 MYFC에서 활동하였다.